# Haukijärvi (Korpilombolo socken, Norrbotten)
Haukijärvi är en sjö i Pajala kommun i Norrbotten och ingår i Kalixälvens huvudavrinningsområde.